# Stefan Schlatterer
Stefan Schlatterer (* 6. Juli 1967) ist Oberbürgermeister der Großen Kreisstadt Emmendingen.

## Biografie
Der Sohn des früheren Oberbürgermeisters von Emmendingen, Hans-Peter Schlatterer, absolvierte nach dem Abitur am Emmendinger Goethe-Gymnasium eine Ausbildung bei einer Bank. Ab 1989 studierte er Rechtswissenschaften an der Albert-Ludwigs-Universität Freiburg und wurde 1998 als Rechtsanwalt zugelassen. Von 1999 bis 2004 war er selbstständiger Rechtsanwalt in Emmendingen. 2004 wurde er zum Oberbürgermeister gewählt. Nach seinem Amtsantritt hat er den Aufbau der städtischen Verwaltung neu organisiert.
Schlatterer ist seit langem Mitglied der CDU und war Gemeinderat in Emmendingen. Bei der Wahl zum Oberbürgermeister hat er sich als parteiloser Kandidat beworben und trat  bei der Kreistagswahl 2004 als Kandidat der CDU an. Seither ist er Mitglied der CDU-Fraktion des Kreistages Emmendingen.
Schlatterer ist seit früher Jugend Hobby-Blasmusiker und war unter anderem Trompeter im Stadtmusikverein Emmendingen. Als Blasmusik-Dirigent leitete er den Musikverein Malterdingen.

## Persönliches
Schlatterer ist verheiratet und hat drei Kinder.